# Grădiștea (okręg Călărași)
Grădiștea – wieś w Rumunii, w okręgu Călărași, w gminie Grădiștea. W 2011 roku liczyła 2123 mieszkańców.